# Gironès
Il Gironès (nome ufficiale in lingua catalana; in spagnolo Gironés) è una delle 41 comarche della Catalogna, con una popolazione di 160.838 abitanti; suo capoluogo è Gerona, cui deve il nome.
Amministrativamente fa parte della provincia di Girona, che comprende 8 comarche.

## Lista dei comuni del Gironès
| città                 | superficie | popolazione | densità         |
| --------------------- | ---------- | ----------- | --------------- |
| Aiguaviva             | 13,92 km²  | 593 ab.     | 42,60 ab./km²   |
| Bescanó               | 35,86 km²  | 3.648 ab.   | 101,73 ab./km²  |
| Bordils               | 7,29 km²   | 1.425 ab.   | 195,47 ab./km²  |
| Campllong             | 8,46 km²   | 352 ab.     | 41,61 ab./km²   |
| Canet d'Adri          | 44,30 km²  | 538 ab.     | 12,14 ab./km²   |
| Cassà de la Selva     | 45,16 km²  | 8.325 ab.   | 184,34 ab./km²  |
| Celrà                 | 19,53 km²  | 3.218 ab.   | 164,77 ab./km²  |
| Cervià de Ter         | 9,97 km²   | 730 ab.     | 73,22 ab./km²   |
| Flaçà                 | 6,53 km²   | 932 ab.     | 142,73 ab./km²  |
| Fornells de la Selva  | 11,88 km²  | 1.760 ab.   | 148,15 ab./km²  |
| Gerona                | 39,14 km²  | 86.672 ab.  | 2.214,4 ab./km² |
| Juià                  | 8,39 km²   | 287 ab.     | 34,21 ab./km²   |
| Llagostera            | 76,36 km²  | 6.461 ab.   | 84,61 ab./km²   |
| Llambilles            | 14,59 km²  | 522 ab.     | 35,78 ab./km²   |
| Madremanya            | 13,70 km²  | 208 ab.     | 15,18 ab./km²   |
| Quart                 | 38,15 km²  | 2.609 ab.   | 68,39 ab./km²   |
| Salt                  | 6,59 km²   | 27.370 ab.  | 4.153,2 ab./km² |
| Sant Andreu Salou     | 5,98 km²   | 152 ab.     | 25,42 ab./km²   |
| Sant Gregori          | 49,32 km²  | 2.705 ab.   | 54,85 ab./km²   |
| Sant Joan de Mollet   | 3,16 km²   | 437 ab.     | 138,29 ab./km²  |
| Sant Jordi Desvalls   | 11,63 km²  | 647 ab.     | 55,63 ab./km²   |
| Sant Julià de Ramis   | 18,76 km²  | 2.340 ab.   | 124,73 ab./km²  |
| Sant Martí de Llémena | 43,18 km²  | 509 ab.     | 11,79 ab./km²   |
| Sant Martí Vell       | 17,48 km²  | 185 ab.     | 10,58 ab./km²   |
| Sarrià de Ter         | 4,16 km²   | 3.930 ab.   | 944,71 ab./km²  |
| Vilablareix           | 6,15 km²   | 2.146 ab.   | 348,94 ab./km²  |
| Viladasens            | 15,76 km²  | 172 ab.     | 10,91 ab./km²   |